# 하이브리드 타이 장미

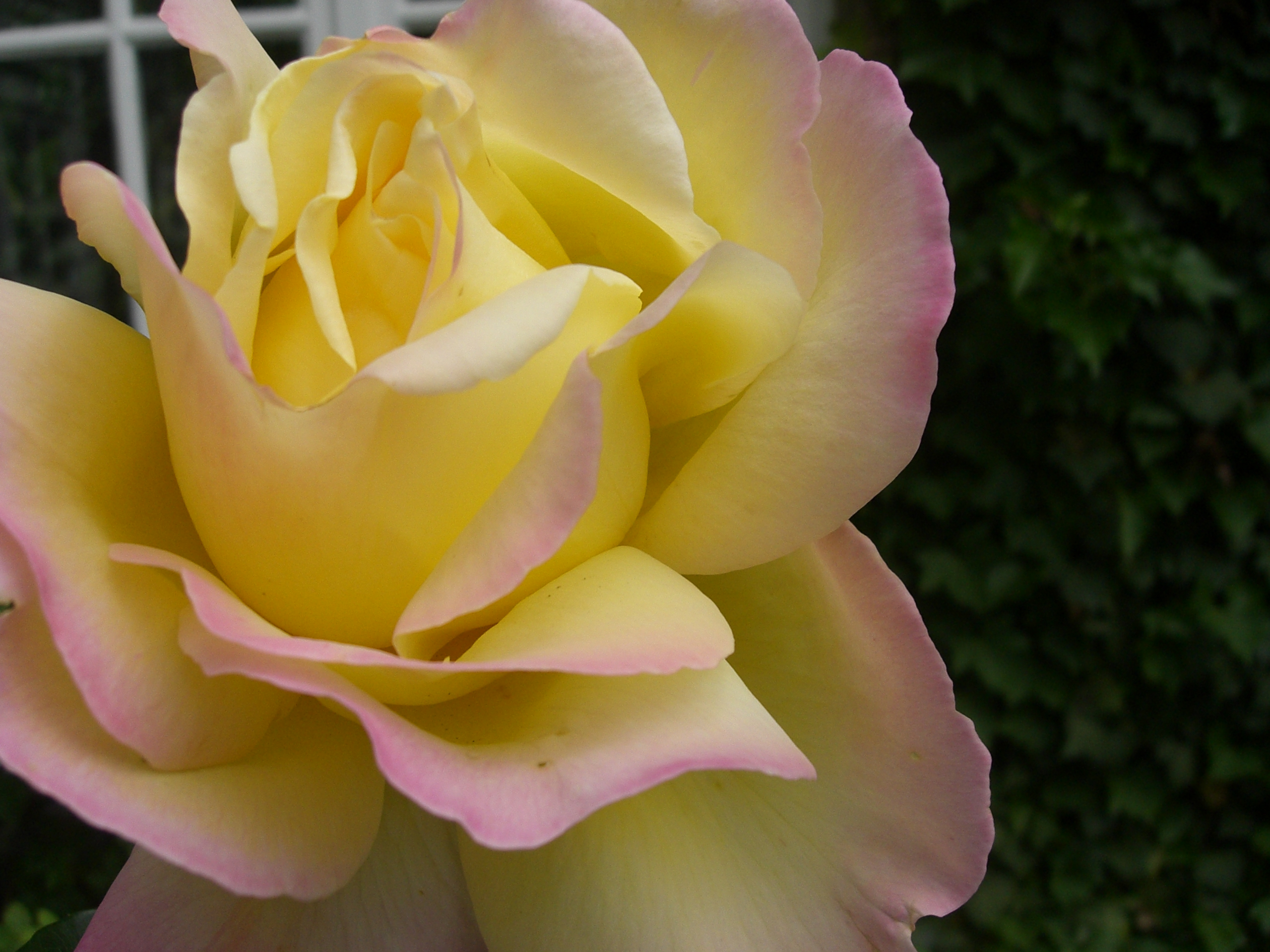
피스

하이브리드 타이 장미(Hybrid tea rose)는 특정 가든 로즈 류를 가리키는 원예의 비공식적인 분류 용어이다. 두 종류의 장미를 교배해서 만들어진 것이며, 처음에는 하이브리드 퍼페츄얼 장미와 타이 장미를 합한 잡종으로 태어났다. 모던 가든 로즈로 분류되는 품종 중에서는 가장 오래된 것이다.
하이브리드 타이 장미는 하이브리드 퍼페츄얼 장미와 타이 장미 양쪽의 특성을 물려받아, 양쪽 사이에 특징을 보여, 추위에 약한 경우가 많은 타이 장미보다 내한성이 뛰어나다. 퍼페츄얼이라는 명칭과는 달리 사계절 내내 피지 않아서, 하이브리드 퍼페츄얼 장미보다 반복적으로 꽃을 피운다.
하이브리드 타이 장미꽃은, 길게 쭉 뻗은 한 줄기에 지탱되는 크고 중앙이 돌출된 꽃봉오리를 낸다. 꽃이 피면, 크기는 지름 8cm부터 12.5cm 정도까지 성장한다. 하이브리드 타이 장미는, 꽃의 특유의 색깔이나 형태 때문에 세계적으로 보아도 가장 인기있는 장미 품종 중 하나이다. 꽃은 긴 줄기 끝에 한 송이만 피는 경우가 많기 때문에, 절화로 인기가 높다.
하이브리드 타이 장미의 대부분은, 대체로 똑바로 자라는 성질이 있어, 재배 품종이나 생육 조건, 전정 방법 등에 따라 높이가 75cm에서 2m 정도에 달한다.

## 역사

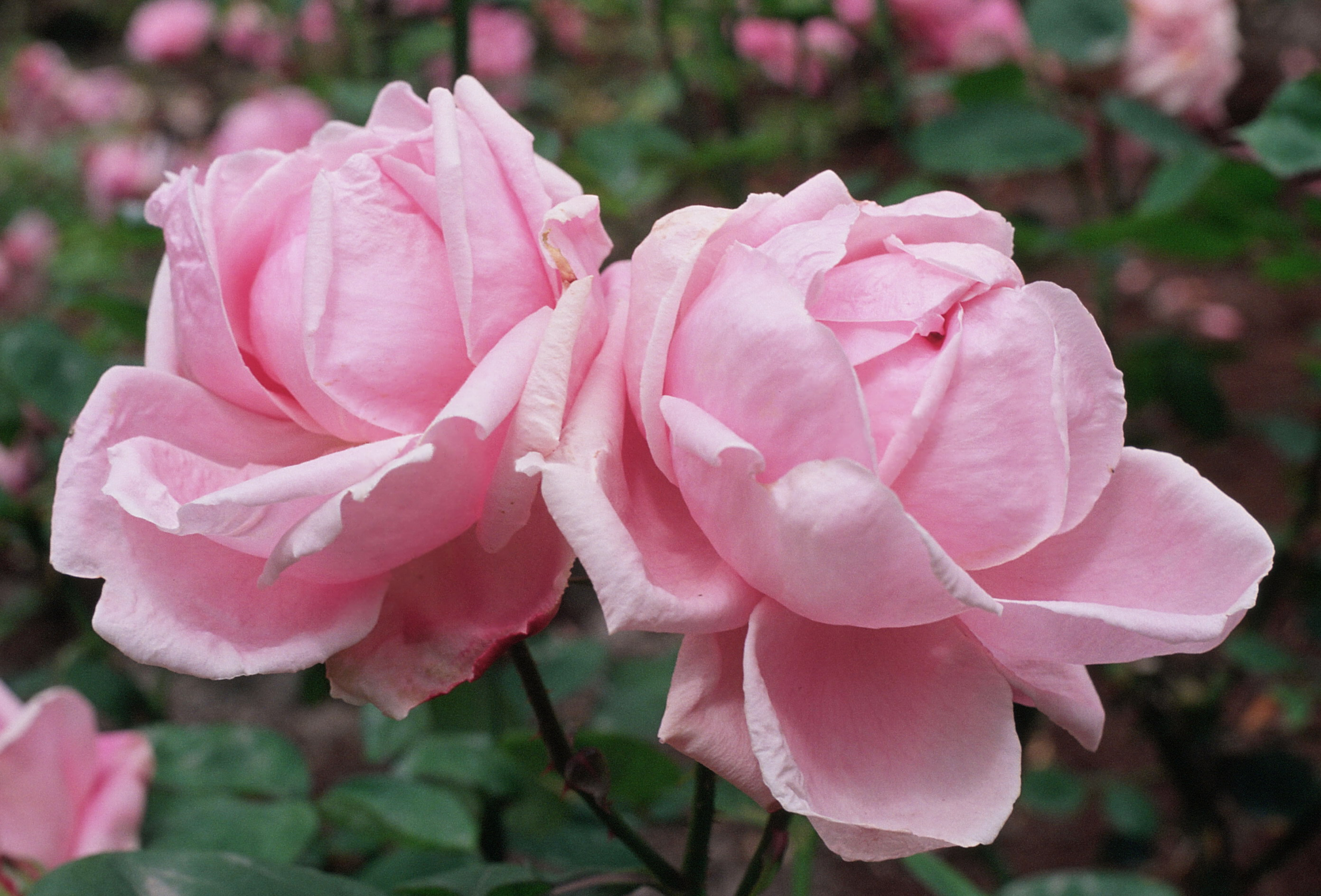
마담 캐롤라인 테스투

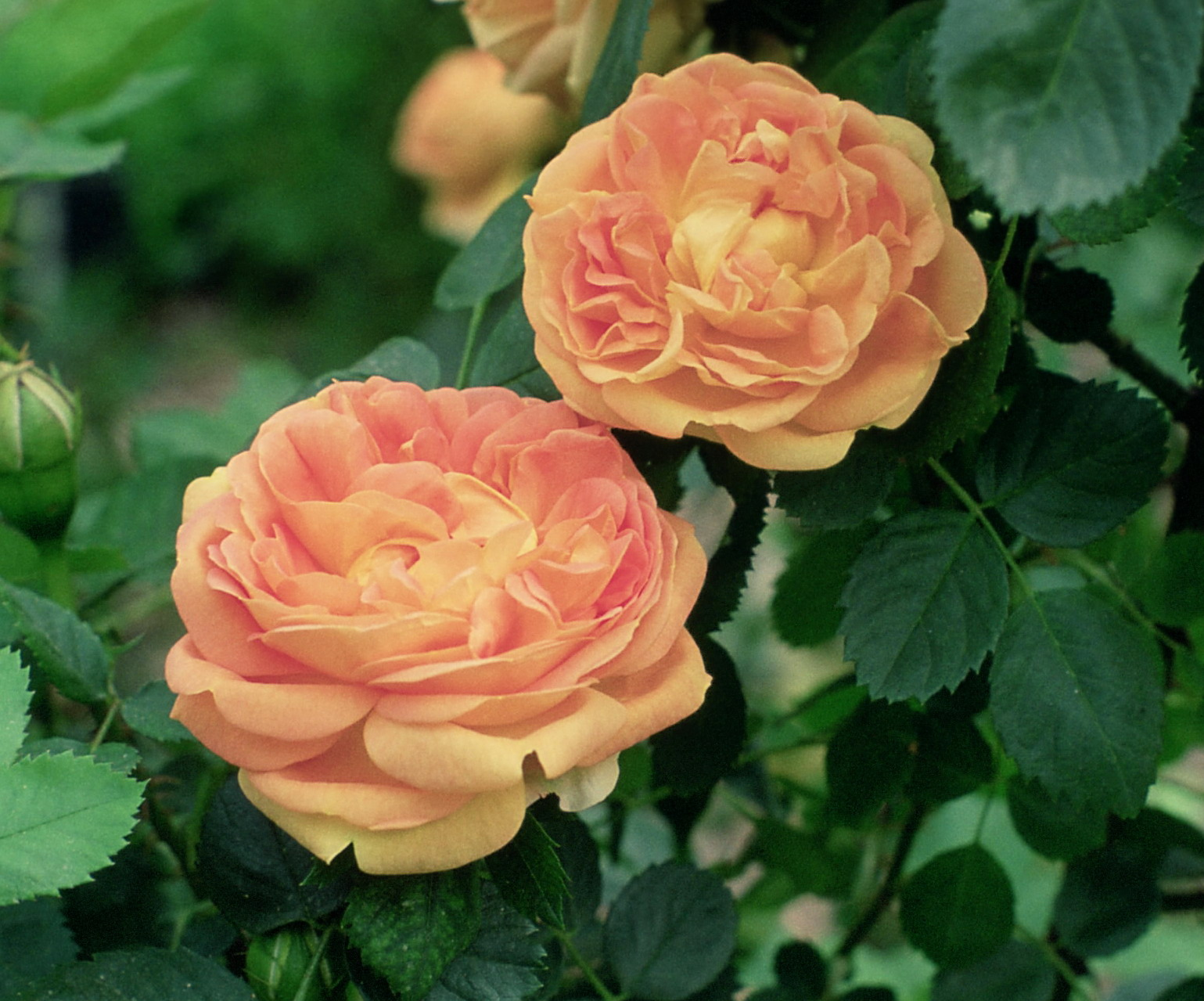
솔레 도르

일반적으로, 세계 최초의 하이브리드 타이 장미의 탄생으로 인식되는 것은 1867년에 만들어진 라 프랑스이다. 라 프랑스는 프랑스의 묘목업자인 장-밥티스트 앙드레 길로(Jean-Baptiste André Guillot)가 기른 것이었다. 그는 타이 장미와 하이브리드 퍼페츄얼 장미를 교배해, 하이브리드 타이 장미를 낳아냈다.
일찍부터 만들어진 품종으로는, 이밖에도 「레이디 메리 피츠 윌리엄 (1883년)」이나 「Souvenir of Wootton (1888년)」, 「마담 캐롤라인 테스투 (1890년)」가 있다.
하이브리드 타이 장미는 프랑스 리옹의 조셉 페르네-두셰(Joseph Pernet-Ducher)가 「솔레 도르」(Soleil d'Or)를 만들어냈다. 20세기가 시작되었던 때부터는 인기 있는 품종이 되었다.
하지만 하이브리드 타이를 20세기의 가든 로즈로 가장 인기있는 부류라고 한 것은 제2차 세계 대전이 끝나고 프랑스 메일랑(Francis Meilland)이 도입한 「피스 (Rosa Peace)」 (마담 A 메일랑)이며, 이것은 20세기에 들어서 가장 인기 높은 재배 항목이 되었다.
하이브리드 타이 장미의 품종은, 대부분의 경우 기온이 영하 2.5도를 밑도는 추운 겨울이 있는 대륙 등에서는, 완전한 내한성을 갖추고 있지는 않다. 게다가 똑바로 높게 자라는 특성이나 잎이 드문드문할 수 밖에 없는 것, 또한 병해에 약한 것 등, 원예 및 조경 업체 사이의 하이브리드 타이 장미의 인기는 더 이상 유지되기 어려워, 랜드스케이프 로즈 (landscape rose: 수경용 장미)로 옮겨갔다. 하지만 그 후에도 하이브리드 타이 장미는 원예생산으로 표준적인 장미 품종으로써 주로 정장 작게 정리된 정원에서 애호받고 있다.

## 번식
일반적으로, 하이브리드 타이는 부모 나무에서 채취한 꽃봉오리를 더 강한 성장력을 가진 대목에 이어 눈접 기법에 따라 늘려간다. 대목으로 찔레꽃 등이 사용된다.
캐나다 같이 대륙성 기후를 지닌 지역에서는, 뉴질랜드와 같이 해양성 기후를 지닌 지역보다 내한성에 우수한 품종이 길러진다.

## 품종례
지난 수년에 걸쳐, 하이브리드 타이 장미의 재배 품종은 매우 많은 것이 도입되어 왔지만, 대표적인 것으로는, 「크리스탈 임페리얼 (Chrysler Imperial)」, 「더블 딜라이트 (Double Delight)」, 「에리나 (Elina」, 「프래그랜트 클라우드 (Fragrant Cloud)」, 「앤젤 페이스 (Angel Face)」, 「미스터 링컨 (Mister Lincoln)」、「피스 (Peace)」가 있다.